# Prirodoslovno društvo Slovenije
Prirodoslovno društvo Slovenije (PDS) je slovensko društvo, ki povezuje strokovnjake in ljubitelje z vseh področij naravoslovja. Njegov namen je razvijati zanimanje za naravo, jo varovati in vzgajati ljubitelje na strokovni podlagi.
Delo društva je v veliki meri povezano z izdajanjem poljudnoznanstvene naravoslovne revije Proteus, ki izhaja od leta 1933 in je bila do 1950. let (s prekinitvijo med drugo svetovno vojno) pionirska publikacija na tem področju na Slovenskem. Izdaja tudi druga poljudna dela, poleg tega pa spodbuja naravoslovno fotografijo in varstvo okolja.
Društvo je nastalo leta 1934 iz Odseka za varstvo prirode društva Kranjskega deželnega muzeja. Kasneje so se nekatere društvene sekcije preoblikovale v samostojna društva, med njimi so Društvo biologov Slovenije (1966), Mikološko društvo Slovenije (1969) in Astronomsko društvo Javornik (1979). Leta 1994 mu je takratni slovenski predsednik Milan Kučan podelil srebrni častni znak svobode Republike Slovenije za »pomembno delo in dolgoletno organiziranje na področju naravoslovnih in naravovarstvenih dejavnosti«.

## Predsedniki
- Maks Samec (1934-35)
- Jovan Hadži (1935-36)
- Alija Košir (1936-37)
- Marius Rebek (1937-38)
- Božidar Lavrič (1938-39)
- Alojz (Alois) Král (1939-40)
- Alija Košir (1940-49)
- Božo Škerlj (1949-52)
- Anton Kuhelj (1952-55)
- Hubert Pehani (1955-58)
- Fran Dominko (1958-61)
- Anton Polenec (1961-65)
- Miroslav Kališnik (1965-70)
- Alojzij Vadnal (1970-74)
- Rajko Kavčič (1974-77)
- Rajko Pavlovec (1977-80)
- Vinko Strgar (1980-85)
- Davorin Dolar (1985-89)
- Kazimir Tarman (1989-95)
- Andrej Seliškar (1995-2001)
- Robert Zorec (2001-02/3)
- Radovan Komel (2002/3- )

## Častni člani
- 1935 Alfonz Paulin, Ivan Regen, Ferdinand Seidl
- 1938 P. S. Pavlović, Jovan Hadži
- 1954 Alija Košir
- 1962 Lavo Čermelj
- 1964 Pavel Kunaver
- 1968 Hubert Pehani, Štefan Plut
- 1969 Maks Wraber, Ciril Jeglič
- 1971 Viktor Petkovšek, Anton Polenec, Valter Bohinec
- 1972 Fran Dominko, Ivan Stanič, France Šušteršič, Anton Ramovš
- 1975 Miroslav Kališnik, France Planina
- 1977 France Adamič
- 1979 Franc-Žiga Kimovec,  Marija Gosar
- 1984 Ivan Kuščer
- 1987 Amalija Seliškar
- 1994 Jože Rotar,  Miroslav Zei
- 2000 Jože Drašler
- 2001 Kazimir Tarman, Marjana Peterlin
- 2004 Marko Aljančič, Tone Wraber
- 2005 Stane Peterlin
- 2009 Janez Strnad, Luka Pintar (zdravnik)
- 2011 Marijan Richter
- 2013 Andrej Seliškar